# 스벤 3세

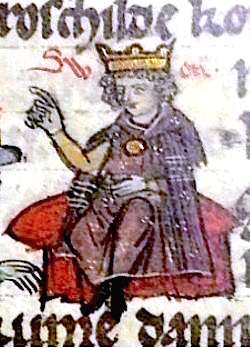
스벤 3세

스벤 3세(덴마크어: Svend III, 1125년경 ~ 1157년 10월 23일)는 덴마크의 국왕(재위: 1146년 ~ 1157년)이다.

## 생애
에스트리센가(Estridsen) 출신이다. 에리크 2세 국왕과 그의 혼외 부인인 투나(Thunna)의 사생아로 태어났다.
1130년대 중반에는 자신의 아버지인 에리크 2세와 함께 노르웨이를 방문했다. 당시 에리크 2세는 덴마크의 왕권을 놓고 닐스를 상대로 전쟁을 벌이고 있었으며 스벤은 에리크 2세를 지원했다. 1137년 에리크 2세가 사망하면서 에리크 3세가 덴마크의 국왕으로 즉위했다. 이 때부터 그는 독일의 콘라트 3세의 손에서 자랐고 콘라트 3세의 조카였던 프리드리히(Friedrich, 훗날 신성 로마 제국의 프리드리히 1세 황제가 됨)와 친해지기도 했다.
1146년 에리크 3세가 퇴위하면서 스벤은 셸란섬의 유력자들에 의해 덴마크의 국왕으로 추대되었다. 덴마크에서 내전이 일어난 뒤에는 자신의 사촌 동생인 발데마르와 동맹 관계를 수립했다. 크누드 5세는 룬드의 에스킬(Eskil) 대주교를 지지했지만 스벤 3세가 스코네, 보른홀름섬의 토지를 에스킬 대주교에게 양도하면서 크누드 5세는 고립 상태에 빠지고 만다. 크누드 5세와 스벤 3세는 벤(Wend) 십자군에 함께 참전했지만 십자군이 해산되면서 다시 대립 상태에 들어가게 된다.
1150년에는 슐레스비히 공작으로 즉위한 발데마르(Valdemar)가 홀슈타인의 아돌프 2세(Adolf II) 백작을 상대로 전쟁을 벌였다. 크누드 5세는 1150년 스벤 3세에 의해 추방당했지만 1151년 독일군이 입성하면서 복귀했다.
스벤 3세와 크누드 5세는 독일의 콘라트 3세 국왕의 지원을 요청했고 1152년 프리드리히 1세가 독일의 국왕으로 즉위하면서 왕호를 인정받았지만 1154년 크누드 5세와 발데마르가 동맹 관계를 수립한 뒤에 스벤 3세를 상대로 반격에 나서면서 독일로 망명하고 만다.
1157년 작센 공작, 바이에른 공작을 역임하고 있던 하인리히 사자공의 지원을 통해 크누드 5세, 발데마르 1세와 화해했고 덴마크를 윌란반도, 셸란섬, 스코네로 3분할하기로 합의했다. 이 과정에서 그는 스코네의 지배자가 되었다.
1157년 8월 9일 로스킬레에서 열린 평화 연회에서 스벤 3세는 크누드 5세, 발데마르 1세의 암살을 시도했다. 이 과정에서 크누드 5세는 암살당했고 발데마르 1세는 연회장을 탈출했다. 1157년 10월 23일에 일어난 그라테 헤데(Grathe Hede) 전투에서 스벤 3세는 윌란 반도로 도망친 발데마르 1세에게 패사당하고 만다.
1152년 마이센의 콘라트(Konrad) 변경백의 딸인 아델라(Adela)와 결혼했으며 슬하에 2명의 자녀를 두었다.
| 전임 에리크 2세 | 덴마크의 국왕 1146년 ~ 1157년 크누드 5세와 공동 군주 (1146년 ~ 1157년) 발데마르 1세와 공동 군주 (1146년 ~ 1157년) | 후임 발데마르 1세 |